# Buenavista, San Juan Ñumí
Buenavista är en ort i Mexiko.   Den ligger i kommunen San Juan Ñumí och delstaten Oaxaca, i den sydöstra delen av landet, 260 km sydost om huvudstaden Mexico City. Buenavista ligger 2 281 meter över havet och antalet invånare är 224.
Terrängen runt Buenavista är lite bergig. Runt Buenavista är det mycket glesbefolkat, med 4 invånare per kvadratkilometer. Närmaste större samhälle är Peña Colorada, 3,6 km norr om Buenavista. I omgivningarna runt Buenavista växer huvudsakligen savannskog.